# Luftlandebrigade 27
Die Luftlandebrigade 27 Lipperland war die dritte Brigade der 1. Luftlandedivision, die in Norddeutschland stationiert war. Ab 1991 wurde sie dem I. Korps in Münster unterstellt, wie die anderen Brigaden den jeweiligen deutschen Korps. Sitz des Brigadestabes und Teilen der Brigadeeinheiten war Lippstadt. Die Brigade wurde 1993 außer Dienst gestellt und mit der Panzergrenadierbrigade 31 zur Luftlandebrigade 31 in Oldenburg fusioniert, aus der das Fallschirmjägerregiment 31 in Seedorf bei Zeven entstand.

## Geschichte

### Heeresstruktur 3

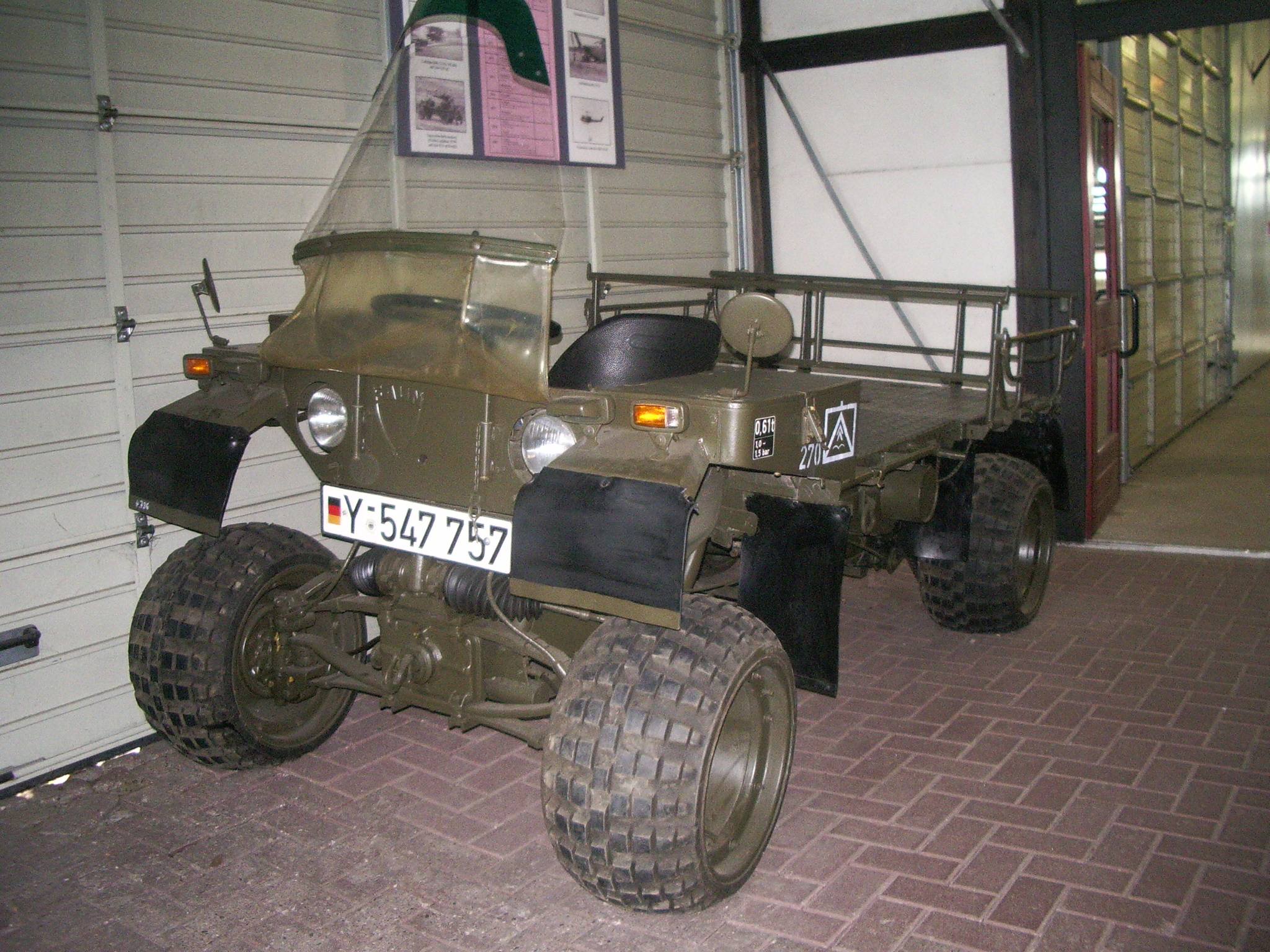
Kraka der Luftlandepanzerabwehrkompanie 270

Die Brigade wurde 1970 in der Heeresstruktur 3 als Fallschirmjägerbrigade 27 in Lippstadt aus zwei bereits bestehenden Fallschirmjägerverbänden aufgestellt und im September 1971 in Luftlandebrigade 27 umbenannt. Die Brigade war truppendienstlich der 1. Luftlandedivision unterstellt und dem I. Korps als Korpsreserve zugeordnet.
Die Aufstellung erfolgt durch Zusammenführung des Fallschirmjägerbataillons 313 und des Fallschirmjägerbataillons 291, die vorher Panzergrenadierbrigaden als operative Reserven unterstellt waren.
- Das Fallschirmjägerbataillon 291 wurde im Juli 1960 im Lager Heuberg aufgestellt und der Panzergrenadierbrigade 29 (10. Panzerdivision) unterstellt. Das Bataillon wurde am 1. November 1971 in Fallschirmjägerbataillon 271 umbenannt, der Luftlandebrigade 27 unterstellt und am 1. Juli 1972 nach Iserlohn in die Winkelmann-Kaserne verlegt.

- Das nachmalige Fallschirmjägerbataillon 272 wurde 1960 aus dem Grenadierbataillon (mot.) 313 in der Wittekind-Kaserne in Wildeshausen als Fallschirmjägerbataillon 313 in der PzGrenBrig 31 der 11. PzGrenDiv dort durch Umgliederung aufgestellt und mit der Heeresstruktur 4 der neuaufgestellten Luftlandebrigade unterstellt und umbenannt. Damit entstanden sowohl das nachmalige Fallschirmjägerbataillon 313 als auch vormals das Fallschirmjägerbataillon 272 in unterschiedlichen Heeresstrukturen aus dem Panzergrenadierbataillon 313. Das Motto des Bataillons lautete: "Fest zupacken, nie loslassen."

### Heeresstruktur 4
In der Heeresstruktur 4 gab die Brigade 1982 in der Friedensgliederung ihre Luftlandepionierkompanie 270 ab, die aufgelöst und bereits 1982 wieder neu aus Teilen des Pionierbataillons 110 aufgestellt wurde.
- Das zunächst 1970/1971 als Mobilmachungsverband in Iserlohn aufgestellte Fallschirmjägerbataillon 273 wurde in den 1980er Jahren in Fallschirmjägerbataillon 274 umbenannt. Das Fallschirmjägerbataillon 273 wurde aus Abgaben der beiden bestehenden Bataillone, als dritter aktiver Verband der Brigade in Iserlohn, neu aufgestellt.

- Das Fallschirmjägerbataillon 274 als Mobilmachungsverband war ebenfalls in Iserlohn in der Winkelmann-Kaserne stationiert. Seine Personalergänzung erfolgte aus den drei aktiven Bataillonen der Brigade. Im Gegensatz zu den aktiven Bataillonen verfügte es nur über drei Jägerkompanien und in seiner Stabs- und Versorgungskompanie über einen Feldkanonenzug mit 6 FK 20 mm auf Einachser-Sonderanhänger mit 2 to Unimog. Das Bataillon wurde jährlich regelmäßig mobilgemacht und ging in seine Bataillonsübung. Das Bataillonsmotto nach seinem Bataillonswappen – einer Axt auf einem Fallschirm – "Fest zu schlagen, nie nachgeben".

Zeitweilig, ab den frühen 1980er Jahren und in den 1990ern waren die Fallschirmjägerbataillone in zwei Fallschirmjägerkompanien mit je 4 PARS Milan je Fallschirmjägerkompanie und zwei Fallschirmpanzerabwehrkompanien mit je 10 PARS TOW und 12 Feldkanonen in je zwei Zügen auf Kraka verlastet gegliedert. Diese wurden später durch den Waffenträger Wiesel als Transportfahrzeug abgelöst.
Die Brigade umfasste im Herbst 1989 in der Friedensgliederung etwa 2200 Soldaten. Die geplante Aufwuchsstärke im Verteidigungsfall lag bei rund 3000 Mann. Zum Aufwuchs war die Einberufung von Reservisten und die Mobilmachung von nicht aktiven Truppenteilen vorgesehen. Im Herbst 1989 wurde die Brigade truppendienstlich weiter durch den Stab der  1. Luftlandedivision geführt. Für den Einsatz war die Brigade dem Kommandierendem General des I. Korps als Reserve direkt unterstellt. Die Brigade gliederte sich zum Ende der Heeresstruktur 4 im Herbst 1989 grob in folgende Truppenteile:
- Stab/Stabskompanie Luftlandebrigade 27, Lippstadt
  -  Luftlandemörserkompanie 270 (teilaktiv), Wildeshausen
  -  Luftlandepionierkompanie 270, Minden (im Frieden bis Januar 1990 zu Pionierbataillon 110)
  -  Luftlandesanitätskompanie 270, Lippstadt
  -  Luftlandeversorgungskompanie 270, Lippstadt
  -  Fallschirmjägerbataillon 271, Iserlohn
  -  Fallschirmjägerbataillon 272, Wildeshausen
  -  Fallschirmjägerbataillon 273, Iserlohn
  -  Fallschirmjägerbataillon 274 (GerEinh), Iserlohn

### Heeresstruktur 5 bis zur Auflösung
In der Heeresstruktur 5 wurde die Luftlandebrigade 27 aus der 1. Luftlandedivision herausgelöst und 1991 dem I. Korps unterstellt.
1993 wurde die Brigade mit der Panzergrenadierbrigade 31 fusioniert und als Luftlandebrigade 31 in Oldenburg neu aufgestellt. Sie war die einzige Brigade der Bundeswehr die im Zuge der Umstrukturierung ihre Nummer verlor.
Das Fallschirmjägerbataillon 274 wurde im Zuge der Fusion aufgelöst und die anderen Bataillone umgegliedert. Das Fallschirmjägerbataillon 272 wurde zum Fallschirmpanzerabwehrbataillon 272 mit 62 Wieseln, das Fallschirmjägerbataillon 273 bestand aus drei Fallschirmjägerkompanien und einer Fallschirmpanzerabwehrkompanie mit Wieseln und das Fallschirmjägerbataillon 271 aus drei Fallschirmjägerkompanien und einer Kommandokompanie. Die Luftlandepionierkompanie 270 wurde wieder dem Kommando der Luftlandebrigade unterstellt.

## Truppenteile
|                            | Bezeichnung                               | Aufstellung (aus)                                                               | Standort                                          | Verbleib                                              | Bemerkung                                                                                       |
| -------------------------- | ----------------------------------------- | ------------------------------------------------------------------------------- | ------------------------------------------------- | ----------------------------------------------------- | ----------------------------------------------------------------------------------------------- |
| Internes Verbandsabzeichen | Stab und Stabskp                          | 1970                                                                            | Lippstadt Lipperland-Kaserne                      | 1993 Fusion PzGrenBrig31 Oldenburg zu LLBrig31        |                                                                                                 |
| Internes Verbandsabzeichen | Fallschirmjägerbataillon 271              | aus FschJgBtl 291 Heuberg                                                       | Iserlohn Winkelmann-Kaserne                       | fusioniert mit/zu PzGrenBtl/FschJgBtl 313 Varel       | BtlWappen gem. seiner Herkunft "Württembergischer Löwe"                                         |
| Internes Verbandsabzeichen | Fallschirmjägerbataillon 273              |                                                                                 | Iserlohn                                          | fusioniert mit PzBtl 314 zu FschJgBtl 314 (Oldenburg) |                                                                                                 |
| Internes Verbandsabzeichen | Fallschirmjägerbataillon 274              | als Fallschirmjägerbataillon 273 (MobBtl) 1973/74 aufgestellt, als 274 apr 1982 | Iserlohn                                          | Auflösung 1991                                        | na                                                                                              |
| Internes Verbandsabzeichen | Fallschirmjägerbataillon 272              | 1960 aus PzGrenBtl 313                                                          | Wildeshausen Wittekind-Kaserne                    |                                                       | später LLPzAbwBtl mit LLPzAbwKp 270                                                             |
| Internes Verbandsabzeichen | Luftlande-FErs-Bataillon 277 (später 140) |                                                                                 | Erwitte / Minden                                  | Mob-Btl                                               | Aufstellung 1971 – Auflösung 1993                                                               |
| Internes Verbandsabzeichen | LLMrsKp 270                               | 1971 aus 5./FschJgBtl 291                                                       | Iserlohn / Wildeshausen                           | nachmalig je ein Zug in den 5./ der FschJgBtl         |                                                                                                 |
| Internes Verbandsabzeichen | LLPiKp 270                                | apr 1973                                                                        | Lippstadt / Minden / Wildeshausen                 |                                                       |                                                                                                 |
| Internes Verbandsabzeichen | LLVersKp 270                              | 1970                                                                            | Lippstadt                                         |                                                       | 2002 aufgegangen als Kompanie im LLUstBtl 272                                                   |
| Internes Verbandsabzeichen | LLTrspKp 270                              | 1970                                                                            | Lippstadt                                         | okt 1971                                              | Tle als TrspZg in LLVers270                                                                     |
| Internes Verbandsabzeichen | LLSanKp 270                               | 1970 aus 2.VersBtl.206 (SanKp)                                                  | Unna-Königsborn bis 1993 Lippstadt / danach Varel | nachmalig 9. LLSanKp / FschJgRgt 31                   |                                                                                                 |
| Internes Verbandsabzeichen | LLAufklZg 270                             |                                                                                 |                                                   | ust PzAufklBtl ?                                      | nachmalig wieder als LLAufklKp 310 aufgestellt                                                  |
| Internes Verbandsabzeichen | LLPzAbwKp 270                             | 1970                                                                            | Munster / Wildeshausen                            | apr 1982                                              | nur in HST III, aufgestellt aus FschPzAbwKp 909, Munster, ust PzLehrBrig, Züge an 5./ FschJgBtl |
| Internes Verbandsabzeichen | AusbKp 270                                | 1971                                                                            | Wildeshausen / Iserlohn                           | apr 1973                                              | aus AusbKp 6/11, ust FschJgBtl 271                                                              |

## Übungen
Die Luftlandebrigade 27 nahm sowohl an den Übungen des übergeordneten I. Korps (Unterstellung sowohl logistisch als auch für den Einsatz) und der diesem nachgeordneten 11. Panzergrenadierdivision (Unterstellung für den Einsatz) teil, als auch denen des II. Korps und der diesem unterstellten 1. Luftlandedivision (truppendienstliche Unterstellung). Die Brigadetruppen wie die Luftlandepionierkompanie auch an den Übungen des jeweils übergeordneten Pionierregimentes oder -bataillons.
Für die Brigade- und Bataillonsübungen wurde bis 1978 meist der Truppenübungsplatz Hohenfels genutzt. Danach ab 1973 meist zweimal jährlich der Truppenübungsplatz Senne, der dadurch zur "zweiten Heimat" wurde, sowie der Truppenübungsplatz Daaden im Westerwald. Durchgeführt wurden Gefechtsschießen und Gefechtsübungen, Luftlandeoperationen, Fallschirmsprungdienste und Freifallsprunglager, Gefechtsstandsübungen und Fernmeldübungen. An allen Übungen nahmen auch regelmäßig die Reservisten der Brigade teil. Entsprechende Plätze waren begehrt, setzten aber eine jährliche Übungsbereitschaft voraus.
Jedes Jahr ab der Aufstellung wurde ein Luftlandebiwak durchgeführt. Ab 1986 in Diepholz/Ahlhorn, später in Wunstorf. Fallschirmjäger der Brigade wurden meist kompanieweise mit Truppenteilen der englischen und belgischen Fallschirmjäger für Gefechtsübungen und zum Erwerb des jeweiligen Springerabzeichens ausgetauscht. Teile der Brigade übten 1987 mit amerikanischen Fallschirmjägern in Fort Bragg USA. Regelmäßig übten die Feldkanonenzüge auf dem Truppenübungsplatz Putlos, die Panzerabwehrzüge auf dem Truppenübungsplatz Bergen, während die Fallschirmjägerkompanien den Orts- und Häuserkampf in Bonnland auf dem Truppenübungsplatz Hammelburg ausbildeten.
- 1976 Korpsübung Großer Bär
- 1979 Korpsübung Harte Faust
- 1982 Korpsübung Starke Wehr
- 1985 Korpsübung Trutzige Sachsen
- 1989 Korpsübung Offenes Visier
- 1991 multinationale Divisionsübung Certain Shield (Volltruppe)

## Kommandeure und Personalien
(Dienstgrad bei Kommandoübernahme):
| Nr. | Name                       | Beginn der Berufung | Ende der Berufung |
| --- | -------------------------- | ------------------- | ----------------- |
| 8   | Oberst Volker Löw          | 1. April 1991       | 1993              |
| 7   | Oberst Hans-Dietrich Kams  | 1. April 1987       | 31. März 1991     |
| 6   | Oberst Ernst Richstein     | 1. April 1985       | 31. März 1987     |
| 5   | Oberst Günter Roth         | 1. April 1984       | 31. März 1985     |
| 4   | Brigadegeneral Ernst Coqui | 1. April 1980       | 31. März 1984     |
| 3   | Oberst Frank Schild        | Oktober 1977        | 31. März 1980     |
| 2   | Oberst Wolfram Ibing       | April 1972          | September 1977    |
| 1   | Oberst Reino Hamer         | März 1970           | April 1972        |

Generalleutnant a. D. Hans-Otto Budde, von 2004 bis 2010 der 17. Inspekteur des Heeres, absolvierte seine Ausbildung zum Offizier ab Oktober 1966 beim Fallschirmjägerbataillon 313 in Wildeshausen. Von 1969 bis 1974 diente er im selben Verband, später in Fallschirmjägerbataillon 272 umbenannt, als Zugführer und Nachrichtendienstoffizier (S2). Im Anschluss daran übernahm er bis 1978 als Kompaniechef die 3./ des Wildeshausener Bataillons.
Generalmajor a. D. Georg Freiherr von Brandis, zuletzt Amtschef des Militärischen Abschirmdienstes der Bundeswehr, diente ab 1970 als Zugführer in der Luftlandepanzerabwehrkompanie 270 in Munster. 1974 folgte eine Stabsverwendung beim Fallschirmjägerbataillon 272 in Wildeshausen, in dem er 1975 Kompaniechef wurde und dem sich 1978 eine Stabsverwendung beim Fallschirmjägerbataillon 271 in Iserlohn anschloss. 1989 Kommandeur des Fallschirmjägerbataillons 262 in Merzig.
Generalmajor Andreas Hannemann trat 1981 seine Ausbildung zum Offizier im Fallschirmjägerbataillon 272 in Wildeshausen an und schloss diese mit dem Offizierlehrgang ab.
Brigadegeneral a. D. Hans Günter Engel war von 1991 bis 1993 Kommandeur des Fallschirmjägerbataillon 273 in Iserlohn und kommandierte nachfolgend von 2002 bis 2003 die Luftlandebrigade 31.
Brigadegeneral a. D. Reinhard Günzel diente von 1973 bis 1982 u. a. als Kompaniechef in Wildeshausen und ab 1982 als stellvertretender Bataillonskommandeur des Fallschirmjägerbataillons 273 in Iserlohn.
Brigadegeneral a. D. Bernd Müller diente von 1977 bis 1979 als G4 der Brigade und war von 1994 bis 1999 Brigadekommandeur der Luftlandebrigade 31.
Brigadegeneral a. D. Günter Roth, später Amtschef des Militärgeschichtliches Forschungsamt, war von 1984 bis 1985 Kommandeur der Luftlandebrigade 27.
Oberst a. D. Fritz Zwicknagl war von 1985 bis 1987 Kommandeur des Fallschirmjägerbataillons 272, danach über weitere Verwendungen Kommandeur der Luftlande- und Lufttransportschule von 1996 bis zu seiner Abberufung 1997. Er war im Hannibal (Netzwerk) organisiert.
Oberstleutnant a. D. Max Klaar kommandierte das Fallschirmjägerbataillon 271 in Iserlohn ab 1984 und gründete die Traditionsgemeinschaft Potsdamer Glockenspiel mit dem Ziel, das Glockenspiel und die Potsdamer Garnisonskirche wiederherzustellen.
Oberstleutnant Erich Lepkowski stellte als Oberleutnant im Fallschirmjägerbataillon 313 Wildeshausen einen Fallschirmsprungrekord im Nacht-Höhensprung aus über 8000 m auf.

## Verbandsabzeichen

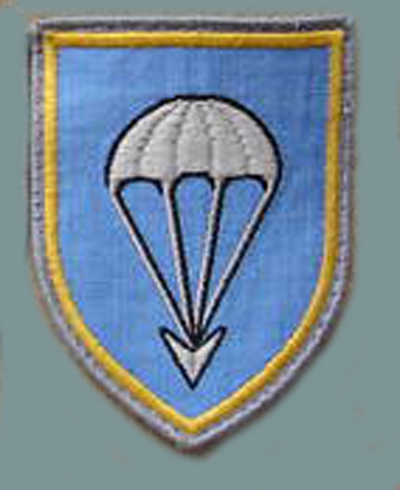
Gewebtes Verbandsabzeichen für den Dienstanzug

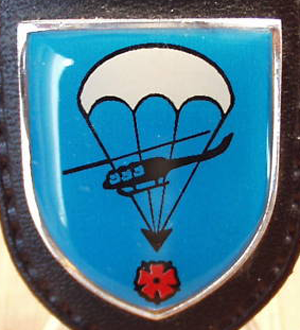
Internes Verbandsabzeichen des Stabes/Stabskompanie

Die Blasonierung des Verbandsabzeichens für den Dienstanzug der Angehörigen der Luftlandebrigade 27 lautete:
 Gold bordiert, in Blau ein geöffneter silberner Fallschirm mit eingehängter, nach unten deutender Pfeilspitze.
Das Verbandsabzeichen zeigte einen Fallschirm, der stilisiert das Hauptmotiv im taktischen Zeichen der Fallschirmjägertruppe. Die Fallschirmjägertruppe war der infanteristische Kern der Luftlandetruppen. Die Verbandsabzeichen der Division und der unterstellten Brigaden waren bis auf die Borde identisch. In der Tradition der Preußischen Farbfolge erhielt das Verbandsabzeichen der Luftlandebrigade 27 als „dritte“ Brigade der Division einen gelben Bord. Die Luftlandebrigade 31 führte als „Nachfolgeverband“ der Luftlandebrigade 27 das Verbandsabzeichen zunächst fort.
Da sich die Verbandsabzeichen der Brigaden der Division nur geringfügig unterschieden, wurde stattdessen gelegentlich auch das interne Verbandsabzeichen des Stabes bzw. der Stabskompanie pars pro toto als „Abzeichen“ der Brigade genutzt. Es zeigte den aus dem Verbandsabzeichen bekannten Fallschirm, die Lippische Rose wie im Lippstädter Stadtwappen und einen Hubschrauber. Als „Luftkavallerie“ konnten Teile der Brigade auch mit Helikoptern verlegen.